# خیار دریایی فلوریدا

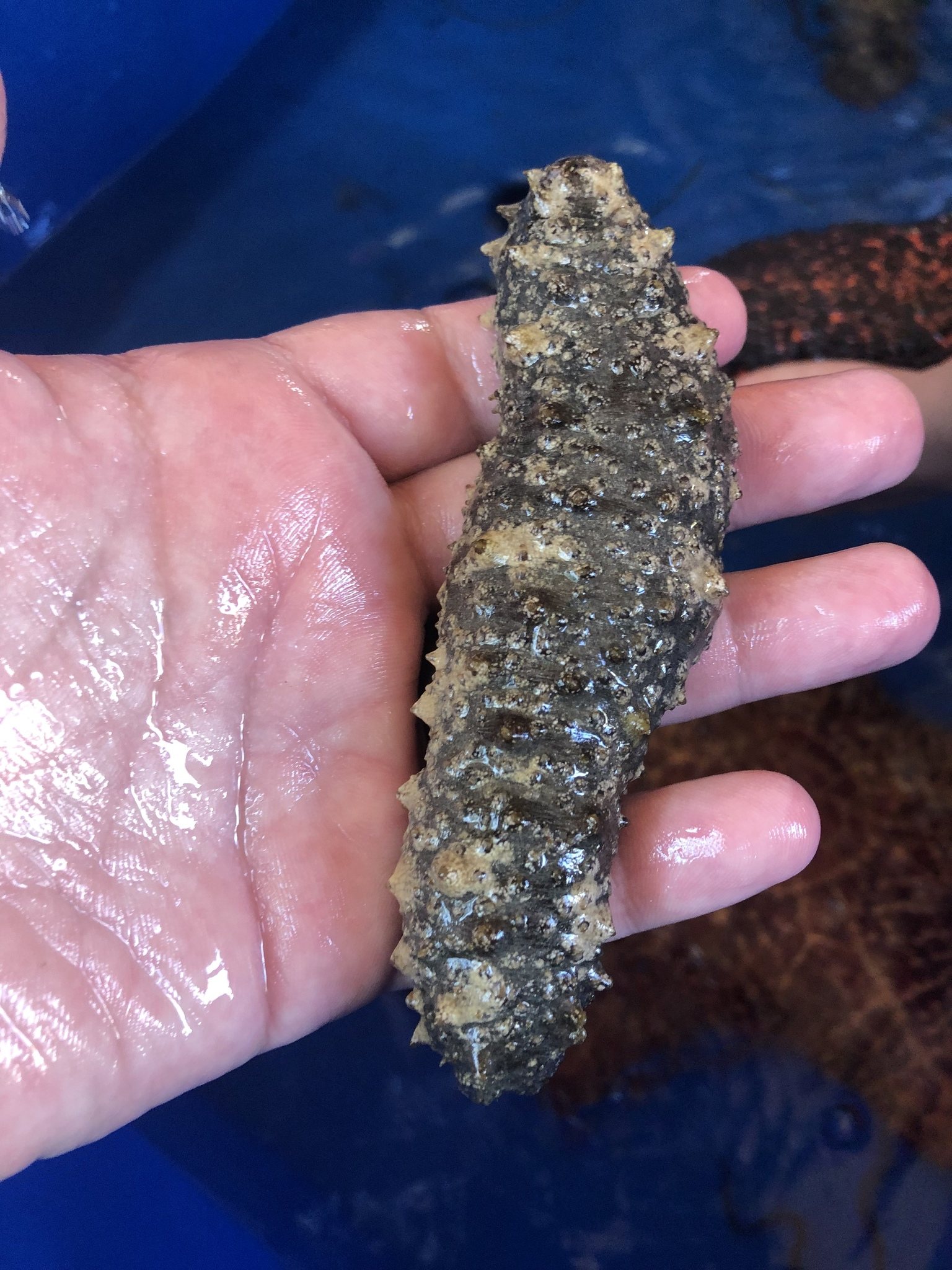
خیار دریایی فلوریدا

خیار دریایی فلوریدا (نام علمی: Holothuria floridana) نام یک گونه از سرده خیار دریایی چرمی است.